# Toxorhina formosensis
Toxorhina formosensis är en tvåvingeart som först beskrevs av Alexander 1928.  Toxorhina formosensis ingår i släktet Toxorhina och familjen småharkrankar.
Artens utbredningsområde är Taiwan. Inga underarter finns listade i Catalogue of Life.